# Lignit

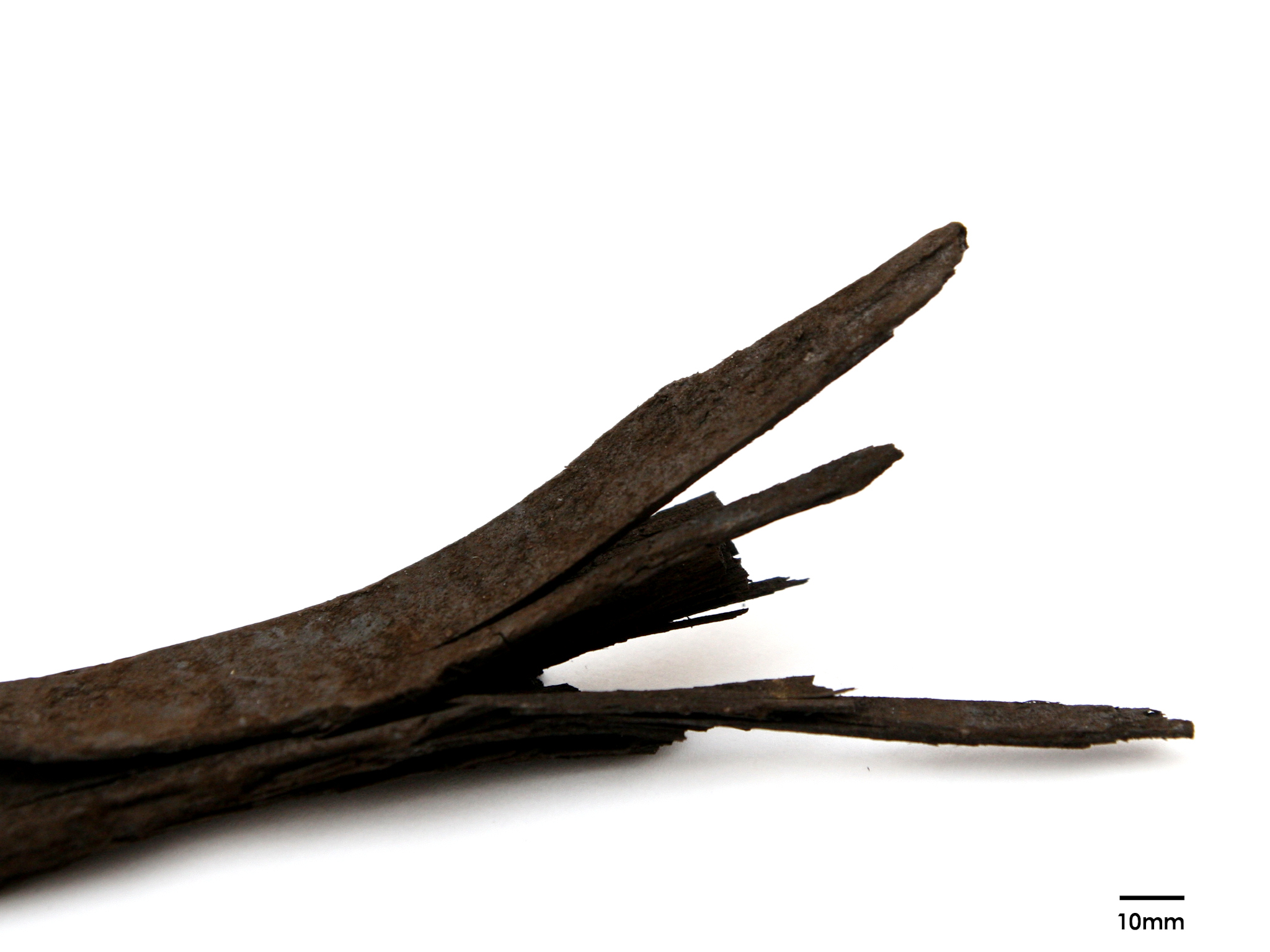
Lignit włóknisty

Lignit, ksylit – składnik węgla brunatnego o stosunkowo dobrze zachowanej strukturze drewna. Powstaje pod niewielkim ciśnieniem z torfu i jest pierwszym produktem zamiany w węgiel bitumiczny. Zawiera od 60 do 75% węgla. Stanowi blisko 45% złóż węgla brunatnego na świecie, jest jednak rzadko eksploatowany, a jeśli już to poddawany jest następnie brykietowaniu, ponieważ jest nietrwały w składowaniu i transporcie, niskokaloryczny oraz wymaga specjalnych palenisk. Używa się go w kilku regionach Kanady, USA, Australii, Rumunii, Słowenii, Grecji oraz Bułgarii.